# GAZ-67
O GAZ-67 e o GAZ-67B (de janeiro de 1944) eram veículos militares soviéticos de uso geral com tração nas quatro rodas feitos pela GAZ a partir de 1943. No final da guerra, era o equivalente soviético do Jeep Willys.
O GAZ-67 foi um desenvolvimento adicional do anterior GAZ-64. A principal melhoria foi uma bitola mais larga de 1.446 mm. Ele também tinha uma estrutura de chassi reforçada, tanque de combustível ampliado e outras melhorias. Ele era movido por uma versão um pouco mais potente de 54 cv (40 kW) do motor a gasolina GAZ M1 de 4 cilindros e 3.280 cc e tinha uma velocidade máxima de 90 km/h (56 mph). A produção começou em 23 de setembro de 1943 (o primeiro veículo produzido em série). A partir de janeiro de 1944 foi substituído pelo GAZ-67B, que teve novas melhorias mecânicas.

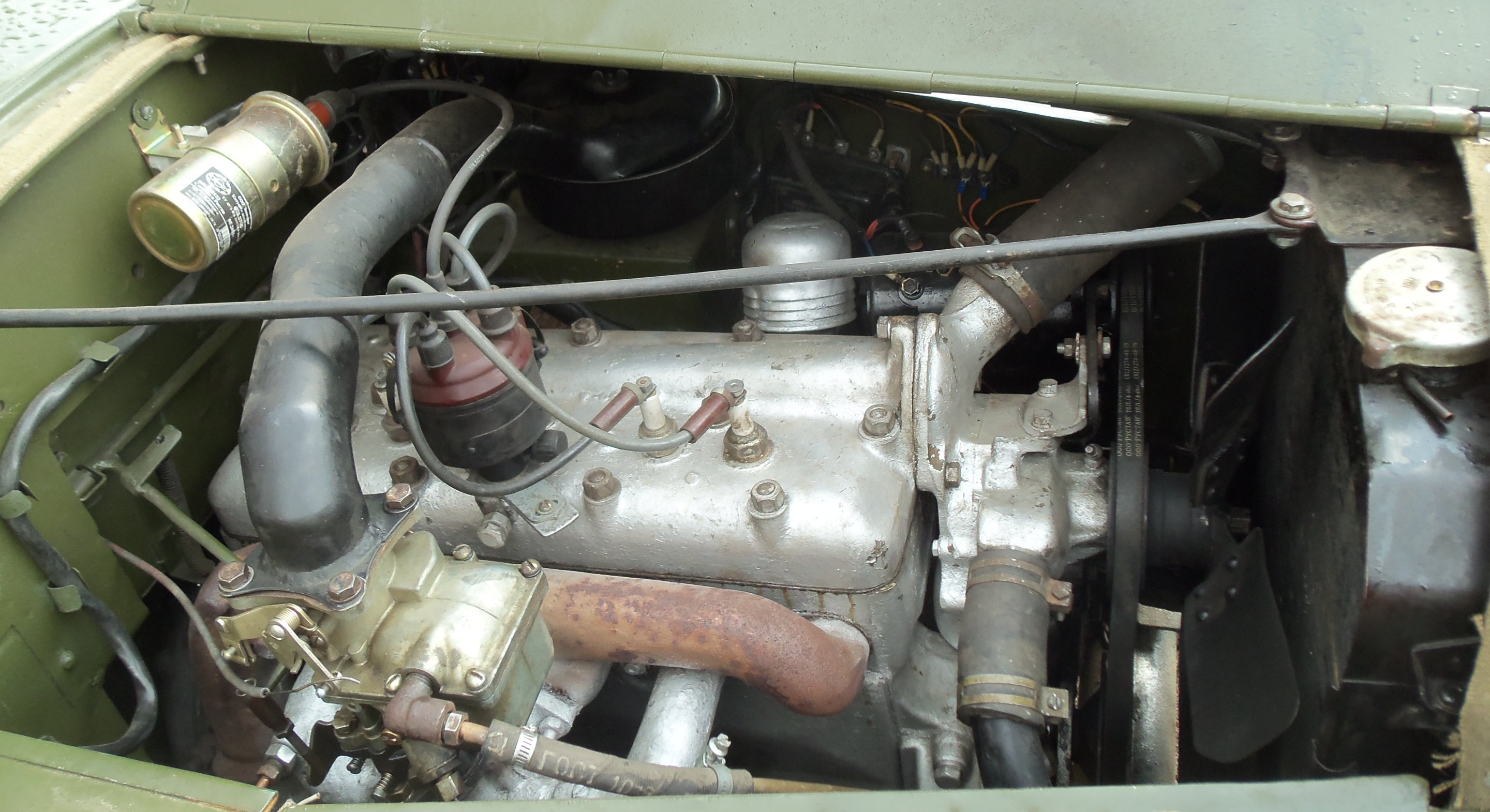
Motor do GAZ-67B

Este veículo foi amplamente utilizado nas guerras da Coreia e da Indochina.